# IR3535
IR3535 es un repelente de insectos. IR3535 es un repelente de insectos (piojos)  sintético que se clasifica adicionalmente como biopesticida por la EPA. Fue utilizado en Europa 20 años antes de su inscripción en la EPA como un ingrediente activo en febrero de 1999. Se comercializa en Colombia bajo la marca de ANTIPIOX®.
IR3535 es una marca registrada de Merck KGaA, Darmstadt, Alemania, utilizada exclusivamente por Merck KGaA o sus licenciados autorizados para la comercialización de butilacetilaminopropionato de etilo.

## Química

IR3535 y beta-alanine

La estructura de IR3535 se basa en alanina y beta-alanina. La EPA ha clasificado IR3535 como una sustancia bioquímica basado en el hecho de que es "funcionalmente idéntica" a beta alanina: ambos repelen insectos y los grupos terminales de IR3535 no es probable que contribuya a la toxicidad.